# Liste der Nummer-eins-Country-Alben in den USA (2023)
Dies ist eine Liste der Nummer-eins-Alben in den von Billboard ermittelten Verkaufscharts für Country-Alben in den USA im Jahr 2023.
| ← 2022 ← | Liste der Nummer-eins-Country-Alben in den USA | Liste der Nummer-eins-Country-Alben in den USA | Liste der Nummer-eins-Country-Alben in den USA | 2024 →                    |
| \| Zeitraum \| Wo. ges. \| Interpret \| Titel \| Zusätzliche Informationen \| \| (Zeitraum, Wochen auf Platz eins, Interpret, Titel, zusätzliche Informationen) \| \| \| \| \| \| ------------------------------------------------------------------------------ \| -------- \| --------------- \| ---------------------------- \| ------------------------- \| \| 16. Juli 2022 – 3. Februar 2023 29 Wochen (insgesamt 92) \| 92 \| Morgan Wallen \| Dangerous: The Double Album \| – \| \| 4. Februar 2023 – 10. Februar 2023 1 Woche (insgesamt 1) \| 1 \| Hardy \| The Mockingbird & The Crow \| – \| \| 11. Februar 2023 – 17. März 2023 5 Wochen (insgesamt 97) \| 97 \| Morgan Wallen \| Dangerous: The Double Album \| – \| \| 18. März 2023 – 21. Juli 2023 18 Wochen (insgesamt 18) \| 18 \| Morgan Wallen \| One Thing at a Time \| – \| \| 22. Juli 2023 – 4. August 2023 2 Wochen (insgesamt 2) \| 2 \| Taylor Swift \| Speak Now (Taylor’s Version) \| – \| \| 5. August 2023 – 8. September 2023 5 Wochen (insgesamt 23) \| 23 \| Morgan Wallen \| One Thing at a Time \| – \| \| 9. September 2023 – 6. Oktober 2023 4 Wochen (insgesamt 4) \| 4 \| Zach Bryan \| Zach Bryan \| – \| \| 7. Oktober 2023 – 27. Oktober 2023 3 Wochen (insgesamt 26) \| 26 \| Morgan Wallen \| One Thing at a Time \| – \| \| 28. Oktober 2023 – 3. November 2023 1 Woche (insgesamt 5) \| 5 \| Zach Bryan \| Zach Bryan \| – \| \| 4. November 2023 – 24. November 2023 3 Wochen (insgesamt 29) \| 29 \| Morgan Wallen \| One Thing at a Time \| – \| \| 25. November 2023 – 1. Dezember 2023 1 Woche (insgesamt 1) \| 1 \| Chris Stapleton \| Higher \| – \| \| 2. Dezember 2023 – 8. Dezember 2023 1 Woche (insgesamt 1) \| 1 \| Dolly Parton \| Rockstar \| – \| \| 9. Dezember 2023 – 29. Dezember 2023 3 Wochen (insgesamt 32) \| 32 \| Morgan Wallen \| One Thing at a Time \| – \| |                                                |                                                |                                                |                           |
| ← 2022 |                                                |                                                |                                                | → 2024 →                  |
| Zeitraum | Wo. ges.                                       | Interpret                                      | Titel                                          | Zusätzliche Informationen |
| (Zeitraum, Wochen auf Platz eins, Interpret, Titel, zusätzliche Informationen) |                                                |                                                |                                                |                           |
| 16. Juli 2022 – 3. Februar 2023 29 Wochen (insgesamt 92) | 92                                             | Morgan Wallen                                  | Dangerous: The Double Album                    | –                         |
| 4. Februar 2023 – 10. Februar 2023 1 Woche (insgesamt 1) | 1                                              | Hardy                                          | The Mockingbird & The Crow                     | –                         |
| 11. Februar 2023 – 17. März 2023 5 Wochen (insgesamt 97) | 97                                             | Morgan Wallen                                  | Dangerous: The Double Album                    | –                         |
| 18. März 2023 – 21. Juli 2023 18 Wochen (insgesamt 18) | 18                                             | Morgan Wallen                                  | One Thing at a Time                            | –                         |
| 22. Juli 2023 – 4. August 2023 2 Wochen (insgesamt 2) | 2                                              | Taylor Swift                                   | Speak Now (Taylor’s Version)                   | –                         |
| 5. August 2023 – 8. September 2023 5 Wochen (insgesamt 23) | 23                                             | Morgan Wallen                                  | One Thing at a Time                            | –                         |
| 9. September 2023 – 6. Oktober 2023 4 Wochen (insgesamt 4) | 4                                              | Zach Bryan                                     | Zach Bryan                                     | –                         |
| 7. Oktober 2023 – 27. Oktober 2023 3 Wochen (insgesamt 26) | 26                                             | Morgan Wallen                                  | One Thing at a Time                            | –                         |
| 28. Oktober 2023 – 3. November 2023 1 Woche (insgesamt 5) | 5                                              | Zach Bryan                                     | Zach Bryan                                     | –                         |
| 4. November 2023 – 24. November 2023 3 Wochen (insgesamt 29) | 29                                             | Morgan Wallen                                  | One Thing at a Time                            | –                         |
| 25. November 2023 – 1. Dezember 2023 1 Woche (insgesamt 1) | 1                                              | Chris Stapleton                                | Higher                                         | –                         |
| 2. Dezember 2023 – 8. Dezember 2023 1 Woche (insgesamt 1) | 1                                              | Dolly Parton                                   | Rockstar                                       | –                         |
| 9. Dezember 2023 – 29. Dezember 2023 3 Wochen (insgesamt 32) | 32                                             | Morgan Wallen                                  | One Thing at a Time                            | –                         |